# Río Koiva
El río Koiva (ruso, Койва) es un río del krai de Perm, en Rusia. Forma parte de la cuenca hidrográfica del Volga, ya que desemboca en la ribera derecha del Chusovaya, afluente del Kama, que vierte sus aguas al Volga.

## Geografía
Nace en los montes Urales, tiene una longitud de 180km., una cuenca con un área de 2200 km² y una pendiente media de 1,5 m por km. Es de régimen nival.

## Historia
A lo largo del río Koyva fue donde se encontraron por primera vez diamantes en Rusia, en 1829.